# YouTubeテーマソング2
「YouTubeテーマソング２」（ユーチューブテーマソング ツー）は、HIKAKIN & SEIKINの8枚目のシングルである。

## 概要
2025年8月14日にミュージック・ビデオがYouTubeチャンネル「HikakinTV」にて公開された。この楽曲は、2015年8月14日にリリースされたHIKAKIN & SEIKINの1stシングルである「YouTubeテーマソング」の続編である。
HIKAKINは、2025年7月中旬からYouTubeチャンネルおよびXアカウントのヘッダー画像などを用いてカウントダウンをMV公開前の同年8月14日まで行なっており、同年8月13日に公開した動画では「明日（14日）は僕のYouTube人生の歴史に刻まれる日になると思います。間違いなく特別な日になるでしょう」と予告していた。
なお、この楽曲も「YouTubeテーマソング」同様自主制作でありYouTubeの公式テーマソングではない。

## ミュージック・ビデオ
HIKAKIN＆SEIKINの過去にリリースしたシングルのミュージック・ビデオを合体していたり、HIKAKINなどの過去の動画、過去の姿などが、内容となっており最初の「YouTubeテーマソング」と比べると、やや歌詞やリズムが違う。再生回数は、4時間で200万を突破した。